# 5141 Tachibana
5141 Tachibana è un asteroide della fascia principale. Scoperto nel 1990, presenta un'orbita caratterizzata da un semiasse maggiore pari a 2,8730615 UA e da un'eccentricità di 0,0647275, inclinata di 2,84420° rispetto all'eclittica.